# Гуджранвала
Гуджранвала (урду گوجرانوالہ, пенджаб. گوجرانوالہ) — місто в Пакистанській провінції Пенджаб, адміністративний центр однойменного округу.

## Географія
Місто розташовується на Великому колісному шляху, що поєднує Гуджранвалу зі столицями інших провінцій — Лахором і Пешаваром.

## Демографія
Динаміка чисельності населення міста за роками:
| 1961    | 1972    | 1981    | 1998      | 2012      |
| ------- | ------- | ------- | --------- | --------- |
| 196 154 | 418 247 | 658 753 | 1 132 509 | 1 466 063 |